# Сьюзі Сью
Сьюзі Сью (англ. Siouxsie Sioux; насправді Сюзен Джанет Балліон, Susan Janet Ballion | ˈsuːzn̩ ˈdʒænɪt ballion |; нар. 27 травня 1957, Лондон, Велика Британія) — англійська рок-виконавиця, співачка, і автор пісень, вокалістка пост-панк-гурту Siouxsie and the Banshees, де вона здобула широку популярність як основна вокалістка гурту. Одна із найвпливовіших британських рок-співачок у стилях: пост-панк, готик-рок, new wave.

## Біографія
Сюзен Джанет Балліон народилася 27 травня 1957, року в Лондоні, Велика Британія, вона була наймолодшою дитиною із трьох у родині. Батьки Сюзен познайомились в республіці Бельгійське Конго. Її мати працювала там секретаркою, перекладачем, батько працював техніком у медичній лабораторії, добував зміїну отруту. Батько Сюзен страждав від алкогольної залежності.
В нетверезому стані він поводився грубо і непорядно — старша сестра Сюзен у своїх розповідях згадувала, як він ламав віконні рами і бив посуд. Сюзен ніколи не запрошувала своїх шкільних подруг додому, так як сама знала що застане п'яного батька у будинку, а у школі вона розповідала зовсім інші речі про свого батька. Сама Сюзен в юності відвідувала одну місцеву гей-дискотеку, це також був вплив її сестри, яка працювала художником, спілкувалася з людьми нетрадиційної сексуальної орієнтації. В цьому середовищі Сюзен почувалася спокійніше, відгороджувала себе від п'яного грубіянства. В тверезому стані батько Сюзен був інтелігентною людиною, проявляючи своє захоплення до читання книг, яке Сюзен успадкувала від нього.
Коли Сюзен було 14 її батько помер від алкогольного запою. Сама Сюзен важко пережила цю смерть, захворіла на виразковий коліт, але їй вдалось подолати хворобу.
У юності Сюзен була одинокою, на неї як на музиканта вплинули такі виконавці: Девід Бові, Roxy Music, T.Rex, Іггі Поп, The Stooges, Лу Рід. Свій образ Сюзен формувала начісуванням волосся і червоною помадою на губах, створивши власний готичний стиль. Під впливом Патті Сміт вона обрала псевдонім Сьюзі Сю. У 1976 році Сюзен, разом з Стівеном Северином, створила гурт Siouxsie and the Banshees, який завоював широку популярність і в майбутньому здобув комерційну успішність.